# Gatteville-le-Phare
Gatteville-le-Phare és un municipi francès situat al departament de la Manche i a la regió de Normandia. L'any 2007 tenia 519 habitants.

## Demografia

### Població
El 2007 la població de fet de Gatteville-le-Phare era de 519 persones. Hi havia 232 famílies de les quals 80 eren unipersonals (32 homes vivint sols i 48 dones vivint soles), 80 parelles sense fills, 52 parelles amb fills i 20 famílies monoparentals amb fills.
La població ha evolucionat segons el següent gràfic:
Habitants censats

### Habitatges
El 2007 hi havia 413 habitatges, 240 eren l'habitatge principal de la família, 156 eren segones residències i 17 estaven desocupats. 396 eren cases i 12 eren apartaments. Dels 240 habitatges principals, 198 estaven ocupats pels seus propietaris, 28 estaven llogats i ocupats pels llogaters i 14 estaven cedits a títol gratuït; 4 tenien una cambra, 14 en tenien dues, 31 en tenien tres, 58 en tenien quatre i 133 en tenien cinc o més. 198 habitatges disposaven pel capbaix d'una plaça de pàrquing. A 130 habitatges hi havia un automòbil i a 83 n'hi havia dos o més.

### Piràmide de població
La piràmide de població per edats i sexe el 2009 era:
| Homes | Edats   | Dones |
| ----- | ------- | ----- |
| 0     | 95 o +  | 0     |
| 8     | 90 a 94 | 0     |
| 12    | 85 a 89 | 4     |
| 4     | 80 a 84 | 16    |
| 8     | 75 a 79 | 16    |
| 24    | 70 a 74 | 28    |
| 36    | 65 a 69 | 16    |
| 8     | 60 a 64 | 20    |
| 12    | 55 a 59 | 24    |
| 12    | 50 a 54 | 16    |
| 16    | 45 a 49 | 4     |
| 12    | 40 a 44 | 16    |
| 20    | 35 a 39 | 8     |
| 32    | 30 a 34 | 20    |
| 8     | 25 a 29 | 20    |
| 8     | 20 a 24 | 8     |
| 12    | 15 a 19 | 12    |
| 8     | 10 a 14 | 8     |
| 20    | 5 a 9   | 28    |
| 16    | 0 a 4   | 20    |

## Economia
El 2007 la població en edat de treballar era de 273 persones, 174 eren actives i 99 eren inactives. De les 174 persones actives 158 estaven ocupades (96 homes i 62 dones) i 15 estaven aturades (5 homes i 10 dones). De les 99 persones inactives 42 estaven jubilades, 19 estaven estudiant i 38 estaven classificades com a «altres inactius».

### Ingressos
El 2009 a Gatteville-le-Phare hi havia 235 unitats fiscals que integraven 511 persones, la mediana anual d'ingressos fiscals per persona era de 18.351 €.

### Activitats econòmiques
Dels 10 establiments que hi havia el 2007, 4 eren d'empreses alimentàries, 1 d'una empresa de construcció, 2 d'empreses d'hostatgeria i restauració i 3 d'empreses de serveis.
Dels 2 establiments de servei als particulars que hi havia el 2009, 1 era un guixaire pintor i 1 fusteria.
Dels 4 establiments comercials que hi havia el 2009, 3 eren fleques i 1 una fleca.
L'any 2000 a Gatteville-le-Phare hi havia 34 explotacions agrícoles que ocupaven un total de 768 hectàrees.

## Poblacions més properes
El següent diagrama mostra les poblacions més properes.